# Gyltan, Värmland
För andra betydelser, se Gyltan.
Gyltan är en sjö i Årjängs kommun i Värmland och ingår i Göta älvs huvudavrinningsområde.